# Hippuris
- Commons
- Wikispecies

Hippuris L. é um género botânico pertencente à família Plantaginaceae.

## Espécies
| - Hippuris alopecuros - Hippuris eschscholtxii - Hippuris fauriei - Hippuris fluitans - Hippuris fluviatilis - Hippuris generalis - Hippuris indica - Hippuris lanceolata - Hippuris marítima | - Hippuris melanocarpa - Hippuris montana - Hippuris palustris - Hippuris polyphylla - Hippuris spiralis - Hippuris tetraphylla - Hippuris verticillata - Hippuris vulgaris |

- «Lista completa»

## Classificação do gênero
| Sistema | Classificação                     | Referência               |
| ------- | --------------------------------- | ------------------------ |
| Linné   | Classe Monandria, ordem Monogynia | Species plantarum (1753) |